# Loloiasca
Loloiasca – wieś w Rumunii, w okręgu Prahova, w gminie Tomșani. W 2011 roku liczyła 1511 mieszkańców.